# São Jorge d'Oeste
São Jorge d'Oeste este un oraș în Paraná (PR), Brazilia.